# 河渡宿

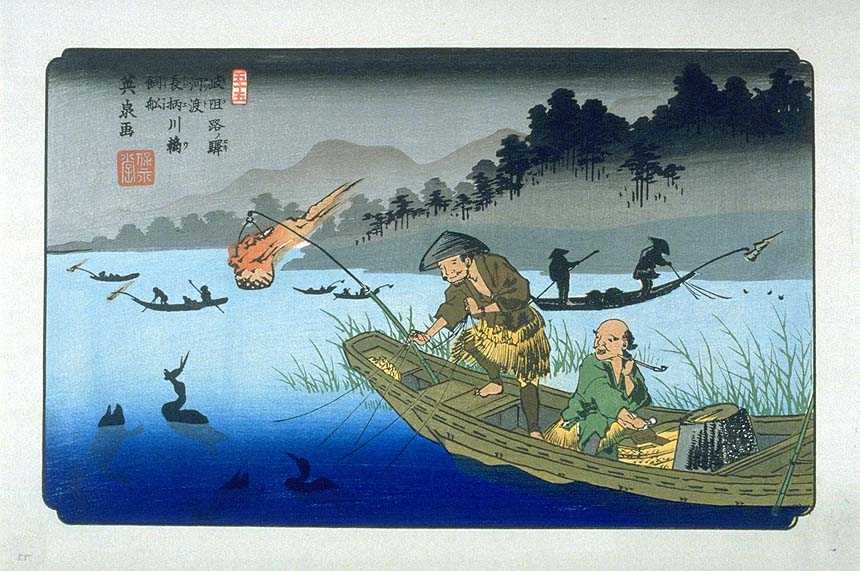
河渡　長柄川鵜飼 （木曽海道六十九次）
渓斎英泉作
岐阜県博物館所蔵

河渡宿（ごうどじゅく）は、中山道54番目の宿場（→中山道六十九次）。美濃国方県郡河渡村（現・岐阜県岐阜市）に存在した。
加納宿から河渡宿へは長良川を渡る必要があったため、1881年（明治14年）に河渡橋が架けられるまでは「河渡の渡し」を利用していた。
河渡宿は、長良川右岸堤下から東町、中町、西町の三町で構成されるが、全長は三町（330m）という短さである。「本陣は水谷治兵衛、問屋は久衛門、庄屋は水谷徳兵衛が務めていた」と徳川幕府太平の記録にある。

## 概略
- 幕府領（1843年）
- 人口：272人
- 家数：64軒
- 本陣：1軒
- 脇本陣：なし
- 旅籠：24軒

## 史跡・みどころ

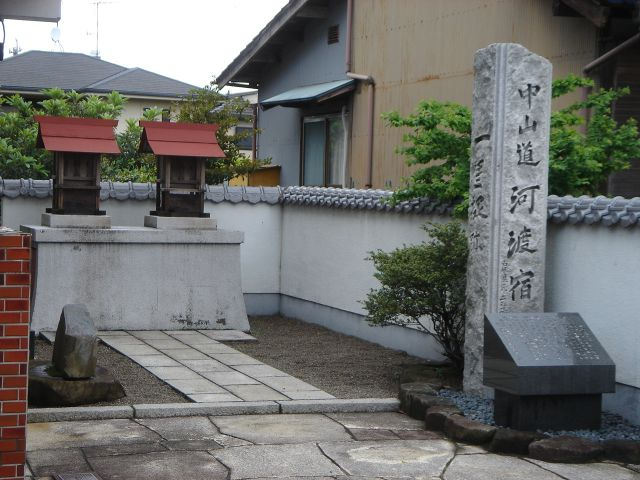
横面に一里塚跡と刻まれた石碑

- 観音堂（馬頭観音）
- 松下神社（河渡宿一里塚跡の石碑がある）

美江寺宿までの史跡・みどころ
- 馬場地蔵道祖神
- 本田地蔵堂
- 本田代官所跡

## 隣の宿
中山道
加納宿 - 河渡宿 - 美江寺宿